# The Last Guy
《The Last Guy》為索尼电脑娱乐日本所開發的行列式迷宮遊戲。由索尼电脑娱乐發行。於2008年7月31日透過PlayStation Store發售下載，獨佔於PlayStation 3平台上。

## 概要
《The Last Guy》遊戲類型為行列式迷宮，是一款運用Google Earth精細衛星照片所創造的擬真都市，聚集倖存的人類，並引導到安全的場地。

## 登場場景
美國
- 舊金山
- 聖塔菲
- 華盛頓哥倫比亞特區
- 洛杉磯

德國
- 柏林

澳大利亞
- 雪梨

日本
- 東京
- 橫濱
- 名古屋

英國
- 倫敦
- 泰恩河畔新堡

瑞典
- 斯德哥爾摩

## 發行版本
2008年7月31日，透過PlayStation Store下載版，2009年5月28日發行藍光光碟版。

## 评价
游戏获得较好评价，在Metacritic的汇总得分为77%。IGN给游戏打出了9/10的高分，称游戏“是一款具有挑战性、乐趣和新鲜感的出色作品”。

## 外部連結
- （日語）《The Last Guy》日文官方網站（页面存档备份，存于）